# Галкин, Михаил Васильевич
Михаил Васильевич Га́лкин (1909—1944) — майор Рабоче-крестьянской Красной Армии, участник Великой Отечественной войны, Герой Советского Союза (1944).

## Биография
Михаил Галкин родился 4 (17) сентября 1909 года в селе Бобрава (ныне — Беловский район Курской области) в рабочей семье. Окончил пять классов школы. В 1931 году Галкин был призван на службу в Рабоче-крестьянскую Красную Армию. В 1936 году он окончил курсы младших лейтенантов, в 1941 году — курсы усовершенствования командного состава. С июля 1942 года — на фронтах Великой Отечественной войны. К январю 1944 года майор Михаил Галкин был заместителем командира 576-го артиллерийского полка 167-й стрелковой дивизии 40-й армии 1-го Украинского фронта. Отличился во время освобождения Украинской ССР.
14 января 1944 года у села Вотылевка Лысянского района Черкасской области колонну советских войск на марше атаковали немецкие танки и мотопехота. Галкин, который находился в порядках одной из батарей в голове колонны, приказал развернуть артиллерию полка и открыть огонь. Когда расчёт одного из орудий погиб, Галкин лично встал к орудию и подбил танк. Потом Галкин поднял в контратаку бойцов и в бою лично уничтожил более 20 солдат и офицеров. В рукопашной схватке он получил тяжёлое ранение, но поля боя не покинул, продолжая руководить боем, пока не погиб от взрыва гранаты. Похоронен в братской могиле в Вотылевке.
Указом Президиума Верховного Совета СССР от 13 сентября 1944 года за «мужество, отвагу и героизм, проявленные в борьбе с немецкими захватчиками» майор Михаил Галкин посмертно был удостоен высокого звания Героя Советского Союза. Также был награждён орденами Ленина и Красной Звезды, а также рядом медалей.